# Henry Cuero
Henry Alfredo Vivas Cuero (Tumaco, Nariño, Colombia; 18 de septiembre de 1994) es un futbolista colombiano. Juega como delantero y su actual equipo es el Csd Suchitepéquez de la Liga primera división Guatemala.

## Clubes
| Club              | País     | Año             |
| ----------------- | -------- | --------------- |
| Deportivo Pereira | Colombia | 2013 - 2015     |
| Ericeirense       | Portugal | 2016 - 2019     |
| Real Sociedad     | Honduras | 2020 - Presente |

## Estadísticas
| Club                         | Temporada           | Liga  | Liga  | Copa Nacional | Copa Nacional | Copa Internacional | Copa Internacional | Total | Total | Prom. · |
| Club                         | Temporada           | Part. | Goles | Part.         | Goles         | Part.              | Goles              | Part. | Goles | Prom. · |
| ---------------------------- | ------------------- | ----- | ----- | ------------- | ------------- | ------------------ | ------------------ | ----- | ----- | ------- |
| Deportivo Pereira · Colombia | 2013                | 2     | 0     | 1             | 0             | -                  | -                  | 3     | 0     | 0       |
| Deportivo Pereira · Colombia | Total               | 2     | 0     | 1             | 0             | 0                  | 0                  | 3     | 0     | 0       |
| Ericeirense Portugal         | 2016-17             | 7     | 0     | 0             | 0             | -                  | -                  | 7     | 0     | 0       |
| Ericeirense Portugal         | Total               | 7     | 0     | 0             | 0             | 0                  | 0                  | 7     | 0     | 0       |
| Real Sociedad Honduras       | 2019-20             | 5     | 0     | -             | -             | -                  | -                  | 5     | 0     | 0       |
| Real Sociedad Honduras       | Total               | 5     | 0     | 0             | 0             | 0                  | 0                  | 5     | 0     | 0       |
| Total en su carrera          | Total en su carrera | 14    | 0     | 1             | 0             | 0                  | 0                  | 15    | 0     | 0       |